# LNER Peppercorn Class A1 60163 Tornado
60163 Tornado — магистральный пассажирский паровоз типа 2-3-1, построенный в Дарлингтоне (Англия) в 2008 году. Это первый в Великобритании паровоз, построенный после «Вечерней звезды» (1960 год), то есть после почти полувекового перерыва и спустя 40 лет после окончания эпохи пара (1968) на Британских железных дорогах.
Строительство локомотива велось под руководством английского железнодорожного благотворительного фонда на основе конструкции класса A1 London and North Eastern Railway, но при этом были внесены изменения, направленные на повышение безопасности, улучшение эксплуатационных свойств, а также для соответствия современным железнодорожным стандартам. Своё название паровоз получил в честь истребителя Panavia Tornado. В настоящее время паровоз 60163 Tornado эксплуатируется на железнодорожной сети Великобритании и на магистральных исторических железных дорогах.

## На телевидении
Паровоз и история его создания были отрывочно показаны в документальном фильме канала BBC Four «Последний день пара» (8-й эпизод сериала «Time Shift»),

### Top Gear

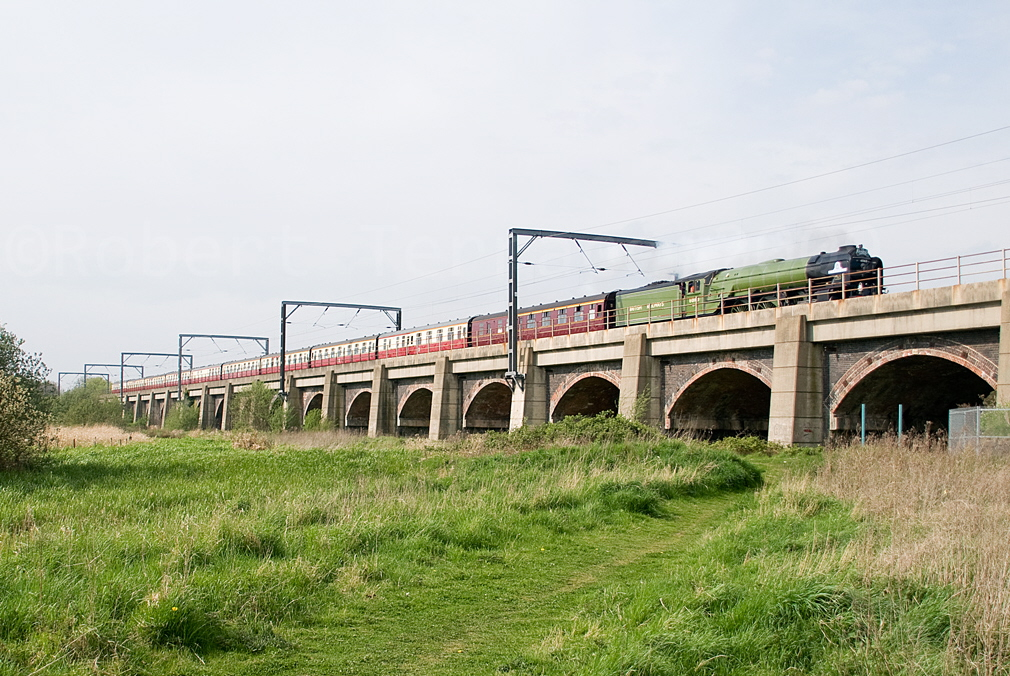
Tornado в ходе «Гонки на север» следует по виадуку в Саут-Йоркшире

25 апреля 2009 года в рамках передачи Top Gear была совершена «Гонка на север» от Лондона до Эдинбурга, посвящённая именно паровозам. В будке 60163 Tornado ехал Джереми Кларксон, а противостояли ему Джеймс Мэй на автомобиле Jaguar XK120 и Ричард Хаммонд на мотоцикле Vincent Black Shadow. Локомотив провёл поезд из 10 вагонов (9 пассажирских от поезда «Королевский шотландец» и 1 турный) от вокзала Кингс-Кросс до вокзала Эдинбург-Уэверли, по пути совершив 4 технические остановки (для заправки водой и углём) в Грэнтеме, Йорке, Гейтсхеде и Берик-апон-Туиде. Расстояние в 390,2 мили (628,0 км) при максимально допустимой скорости 75 миль/ч (121 км/ч) Tornado преодолел в общей сложности за 8 часов 2 минуты, с учётом 96 минут, проведённых на остановках. Собственно в движении паровоз находился 6 часов 3 минуты и занял в гонке второе место, обогнав при этом мотоцикл и уступив 10 минут автомобилю. 21 июня 2009 года фильм о данной гонке был представлен на телевидении в 1 эпизоде 13-го сезона Top Gear.
В 2010 году паровоз вновь снялся в данной передаче, но управлял им на сей раз Джеймс Мэй. Позже Джеймс заявил, что железная дорога была его любимой игрушкой в детстве. Помимо этого, он довольно подробно описал процесс управления данным паровозом в своей книге «How To Land An A330 Airbus and Other Vital Skills For The Modern Man» («Как посадить аэробус A330 и другие жизненно необходимые навыки для современного человека»).
На сегодняшний день LNER Peppercorn Class A1 60163 Tornado находится в строю. Используется в основном как рейсовый поезд экспресс для перевозки пассажиров.

## В моделизме
Модели паровоза в масштабе OO (1:76,2) выпускают фирмы Bachmann и Hornby Railways. У последней паровоз выпускается с двумя вариантами окраски: голубоватый (такого он цвета был изначально) и зелёный (более поздняя окраска).